# 池田美佳
池田 美佳（いけだ みか、7月2日  - ）は、秋田県大仙市出身のコンテンポラリー・ダンサー、振付家、モデル、女優。身長167cm。

## 人物・来歴
秋田県立横手高等学校を経て、2007年明治大学文学部（演劇学専攻）卒業。
7歳よりモダンダンス、クラシックバレエ、ジャズダンス、体操などを学ぶ。全国コンクールに於いて、中学生時代に2連覇するなど、計4回優勝。2005年文化庁新進芸術家国内研修員選出。2009年、自身の振付けによるソロ作品にて新人賞受賞。2010年、新国立劇場監督David Bintley氏により期待の新鋭アーティストに選出され、ソロ作品を発表。2011年、秋田県芸術選奨。特技は、書道5段・ピアノ・和太鼓・水泳など。
コンテンポラリーダンサー、モデル、女優として国内外の舞台で主要キャストを務めるほか、NHKのリオデジャネイロオリンピック・リオデジャネイロパラリンピック放送テーマソング「Hero」（安室奈美恵）のMVを始め、ダンサーとして映像作品等に多数出演する。

## 主な受賞歴
- 全国コンクールにて第1位を4回受賞
- 自作のソロ作品にて2008年度現代舞踊協会新人賞
- 2010年度秋田県芸術選奨

## 主な舞台
- 2007「如風～inside of wind」大倉正之助演出　（新国立劇場）
- 2008  野坂公夫＆坂本信子 作品「曲線した声」（新国立劇場）
- 2009  平山素子作品「Life Casting-型取られる生命」（新国立劇場）
- 2010  DANCE PLATFOR2010 自作ソロ「SINSHOKU（10min）」（新国立劇場）
- 2011  広崎うらんREVO「ラヴィアンローズ」（新国立劇場）
- 2013  DDDプロデュース公演「SEKAI」「X-AMM」（DDD青山クロスシアター）
- 2013  ホリプロ主催ブロードウェイミュージカル「ピーターパン」タイガーリリー役（国際フォーラム、KAAT、梅田芸術劇場ほか）
- 2013 「BORELO」東山義久主演　（銀河劇場）
- 2013  DDDプロデュース公演「SEKAI-X」（DDD青山クロスシアター）
- 2014  SHOW-ism VIII 『∞ ／ ユイット』 作・演出：小林香　出演：井上芳雄、蘭寿とむ他  （シアタークリエ）
- 2015  青山ダンシングスクエア公演「TRIP」演出：上島雪夫（新国立劇場）
- 2016  岸谷五朗&寺脇康文 地球ゴージャスプロデュース公演vol.14 「The Love Bugs」出演：城田優、蘭寿とむ 、大原櫻子、マルシア他　
  - 2016/1/9(土) ～ 2016/2/24(水)　赤坂ＡＣＴシアター(東京都)
  - 2016/3/1(火) ～ 2016/3/3(木)　　愛知県芸術劇場　大ホール(愛知県)
  - 2016/3/11(金) ～ 2016/3/13(日)　福岡サンパレス(福岡県)
  - 2016/3/19(土) ～ 2016/3/29(火)　フェスティバルホール(大阪府)
- 2016年4月28日～5月1日 REVO2016 『SESSION 情熱と生活』（新国立劇場小劇場）
- 2016年5月4日、5月5日  ICHIBANGAI -Dance Studio-公演　パフォーマンス Vol.１（川崎市民プラザ　ふるさと劇場）
- 2016  広崎うらんREVO「SESSION」（新国立劇場）
- 2017  都民芸術フェスティバル現代舞踊公演 二見一幸作品「RITE-儀式」（東京芸術劇場）
- 2018  都民芸術フェスティバル現代舞踊公演野坂公夫作品「時の器」（東京芸術劇場）
- 2018  韓国仁川 Internnational Contemporary Dance Festival 自作ソロ「Light of Sirence（15min）」
- 2019  ICHIBANGAI公演 自作ソロ「Light of Sirence（10min）」（新国立劇場）
- 2022 「TOSHIKI KADOMATSU presents MILAD 1 THE DANCE OF LIFE ~The beginning~」脚本・演出・音楽：角松敏生（KAAT 神奈川芸術劇場）
- 2024 「多重面奏」-町田慎吾30周年記念公演-（シアター・アルファ東京）[2]

## イベント
- 倖田來未　FEVER LIVE IN HALL　ツアーダンサー
- 氷川きよしクリスマスコンサート2007（東京国際フォーラム）
- 東京モータショー2007（幕張メッセ）ブリヂストンブース　ダンス振付兼出演
- 早乙女太一「美しき華」2010（テアトル銀座）
- 紅白歌合戦 2013 　白組Linked Horizon「紅蓮の弓矢」ダンサー（進撃の巨人主題歌）
- デビアス、CHAN LUU、LONGCHAMPなどのファッションイベント、ロールスロイスなどのゲストダンサー
- STAR ISLAND SINGAPORE 2018-2019  シンガポールカウントダウン ２万発の花火とのコラボステージ
- 2022年9月23日、24日、25日  角松敏生 TOSHIKI KADOMATSU MILAD 1「THE DANCE OF LIFE ～The beginning～」（KAAT 神奈川芸術劇場）

## 映画
- 落合信人監督作品『誰がスターリンブラックを殺したか』
- 藤原和紀監督作品『DANCING STORY』主演
- 福田雄一監督作品『ヲタクに恋は難しい』
- 赤井宏次監督作品『電車を止めるな』

## ドラマ
- テレビ朝日開局50周年記念新春ドラマ『鹿鳴館』脚本:三島由紀夫 主演:田村正和、黒木瞳（テレビ朝日）

- 『マリッジ』主演:萩原聖人（フジテレビ）

## オペラ
- 佐渡裕プロデュース『メリーウィドゥ』(兵庫県立芸術文化センター)

## テレビ
- 題名のない音楽会（テレビ朝日）
- 「わたしたちの2011」（秋田放送）

## CM
- 「g.u.」（2010年10月～） ソロで出演
- docomo 「Xperia arc」（2011年１月～）

## ミュージックビデオ
- 安室奈美恵 「Hero」（NHKリオデジャネイロオリンピック・リオデジャネイロパラリンピック放送テーマソング）
- 久保田利伸｢So Beautiful｣
- スピッツ「新月」「優しいあの子」
- amazarashi「空っぽの空に潰される」
- MONOBRIGHT「雨にうたえば」

- LiSA｢Empty MERMAiD｣

- UVERworld｢ODD FUTURE｣
- Superfly｢愛をからだに吹き込んで｣
- Uru｢ファーストラヴ｣

堤幸彦監督 映画「ファーストラヴ」主題歌